# جمال‌آباد (جوین)
جمال‌آباد، روستایی است از توابع بخش مرکزی و در شهرستان جوین استان خراسان رضوی ایران. مردم روستای جمال آباد به زبان فارسی خراسانی با گویش سبزواری صحبت می‌کنند.

## جمعیت
این روستا در دهستان پیراکوه قرار داشته و بر اساس سرشماری سال ۱۳۸۵ جمعیت آن ۱۵۰ نفر (۶۳ خانوار)
بوده است.